# Joodse Begraafplaats Zeeburg
De Joodse Begraafplaats Zeeburg is de enige Joodse begraafplaats binnen (de bebouwde kom van) de gemeente Amsterdam. Het nog bestaande deel ligt in het Flevopark en is eigendom van de Nederlands-Israëlietische Hoofdsynagoge.

## Geschiedenis
Deze begraafplaats in Amsterdam-Oost werd in gebruik genomen rond 1714, toen de begraafplaats Muiderberg vol begon te raken. Begraafplaats Zeeburg was eigendom van de Hoogduits-Joodse gemeente van Amsterdam. Hier werden vooral de armere Joden begraven. Tussen 1714 en 1942 zijn ongeveer 100.000 mensen op deze dodenakker te ruste gelegd.
Na de Tweede Wereldoorlog werd een groot deel van de begraafplaats geruimd, wegens de aanleg van de Flevoweg in 1956. De resten van ongeveer 28.000 mensen werden overgebracht naar de Joodse begraafplaats in Diemen. Het deel van de begraafplaats dat bleef ligt nu in het Flevopark. Er staan (nog) ongeveer 200 grafstenen.
In 1982 hekelde schrijver-presentator Boudewijn Büch in Het Parool de slechte staat van onderhoud van de begraafplaats, en de daaruit voortvloeiende 'uitnodiging' tot ongepast gedrag. Hierop besloot de gemeente Amsterdam de begraafplaats op te knappen. Per november 2011 is daadwerkelijk met een renovatie begonnen. Marokkaanse en Joodse jongeren werken eraan. Ook jongeren met een taakstraf uit de Amsterdamse Indische Buurt zijn hier aan de slag. Werkzaamheden vinden plaats op zondagen. Van april t/m oktober is de eerste zondag van de maand open dag van 11 uur 's morgens tot 5 uur 's middags behalve in april een week later.
In 2014 werd de begraafplaats aangewezen tot gemeentelijk monument.

## Overige begraafplaatsen van de Joodse gemeenten van Amsterdam
Deze vijf begraafplaatsen liggen in omliggende gemeenten, maar deze begraafplaatsen vallen wel onder de Joodse gemeenten van Amsterdam.
| Naam                       | Locatie | Eigendom                                                 |
| -------------------------- | --- | -------------------------------------------------------- |
| begraafplaats Beth Haim    | Kerkstraat 10 - Ouderkerk aan de Amstel (gemeente Ouder-Amstel)                                              | Portugees-Joodse gemeenschap                             |
| begraafplaats Diemen       | Oud Diemerlaan 146 - (gemeente) Diemen                                                                       | Hoogduits-Joodse gemeenschap                             |
| begraafplaats Gan Hasjalom | Hoofdweg Westzijde 395 - Hoofddorp (gemeente Haarlemmermeer) Saskia van Uylenburgweg - (gemeente) Amstelveen | Liberaal-joodse gemeenschap                              |
| begraafplaats Muiderberg   | Googweg 6 te Muiderberg (gemeente Muiden)                                                                    | Hoogduits-Joodse gemeenschap en Pools-Joodse gemeenschap |
| begraafplaats Overveen     | duingebied nabij Tetterodeweg Overveen (gemeente Bloemendaal)                                                | Hoogduits-Joodse gemeenschap                             |